# Joseph Lemarié
Pour les articles homonymes, voir Lemarié (homonymie).
Joseph Lemarié, né le 25 juillet 1917 à Cherrueix (Ille-et-Vilaine) et décédé le 15 septembre 2008 au Coudray (Eure-et-Loir), était un prêtre religieux français de l'Ordre des Bénédictins, puis membre du chapitre de la Cathédrale de Chartres. Il est connu pour ses recherches sur la liturgie.

## Parcours
Né à Cherrueix le 25 juillet 1917,  Joseph Lemarié fait ses études secondaires au collège de Saint-Malo, puis il entre au Grand Séminaire de Rennes en octobre 1934. Peu après, en 1936, il entre à l’abbaye bénédictine de Kergonan dans le Morbihan, où il fait sa première profession religieuse le 8 septembre 1938.
Mobilisé à la suite de son service militaire, il est fait prisonnier le 6 juin 1940 et se retrouve dans un camp de concentration en Silésie, au nord de Breslau. Libéré en avril 1941, il est maintenu pendant un an aux services des hôpitaux de la région parisienne, avant d’être démobilisé en avril 1942. Rentré à l'abbaye Sainte-Anne de Kergonan, il prononce ses vœux solennels le 26 avril 1946; il est ordonné prêtre à Vannes le 21 décembre de la même année. A Kergonan Il se lie d'amitié avec son confrère Henri Le Saux et deviendra plus tard son correspondant parisien. Il éditera plus tard aux éditions du Cerf: "Lettres d'un sannyasi chrétien à Joseph Lemarié". 
À la suite d'ennuis de santé, il est hospitalisé à Paris. Il demeure ensuite, à l’Abbaye de la Source (Paris), où il se trouve pendant une vingtaine d’années dans un milieu intellectuel stimulant qui lui permet de devenir un éminent érudit.  
Il entreprend tout d’abord des travaux sur la liturgie de la fête de Noël, qu'il publie en 1957. Diplômé de l’École pratique des Hautes-Études (Ve section) en 1963, il devient alors chercheur au CNRS, et publie une étude sur un manuscrit liturgique d'origine catalane conservé à la Bibliothèque Nationale, le Bréviaire de Ripoll. À partir de ses études sur le texte de Ripoll, il s'est consacré aux études sur la liturgie médiévale ibérique, en même temps qu'il devenait spécialiste d'un des auteurs qui y est représenté Chromace d'Aquilée, dont il publiera l'édition critique. 
En 1970, après avoir obtenu de Rome un indult d’exclaustration, Joseph Lemarié est admis dans le clergé du diocèse de Chartres et entre dans l’équipe pastorale de la cathédrale avec, entre autres, la responsabilité de la revue Notre Dame de Chartres (spiritualité mariale, histoire et histoire de l’art). Néanmoins, il reste profondément attaché à l’ordre bénédictin, et en 1983 il est reçu comme oblat au monastère de Chevetogne (Belgique). À Noël 1989, le père Joseph Lemarié  devient membre du chapitre de la cathédrale de Chartres. Déchargé de la responsabilité de la revue Notre Dame de Chartres (qui cesse de paraître) il devient aumônier de religieuses; il le reste jusqu’en 1995.
Resté très lié à ses origines bretonnes, le père Lemarié, décédé au Coudray le 15 septembre 2008, a été inhumé dans le cimetière de Cherrueix.

## Publications
Livres
- La Manifestation du Seigneur. La liturgie de Noël et de l’Épiphanie, Paris: éditions du Cerf, 1957.
- Le bréviaire de Ripoll: Paris, B.N. lat. 742 : étude sur sa composition et ses textes inédits, Barcelona: Publicacions de l'Abadia de Montserrat, 1965 (Scripta et documenta; 14).
- Chromace d'Aquilée. Sermons; introd., texte critique, notes par Joseph Lemarié. Paris : Éditions du Cerf, 1969-1971.

Articles (sélection)
- « À propos de l’Ordo Missae du Pontifical d'Hugues de Salins » (Montpellier, Bibl. Fac. de Médecine 303), Didaskalia, 1979, vol. IX.
- « Nouvelle édition du sermon pour les Saints Innocents : cum uniuersus mundus ; suivi de Le Sermon Mai 193 et l'origine de la fête des Saints Innocents en Occident », Analecta bollandiana, tome 99, fasc. 1-2 (1981), pp. 137-150.
- « Les homélies pour la dédicace de la collection de Luculentius et du Parisinus 3829 », Miscellània litúrgica catalana III (1984).
- « La Collection carolingienne de Luculentius restituée par les deux codices Madrid, Real Academia de la Historia Aemil 17 et 21 »,Sacris Erudir XXVII (1984) pp. 221-371.
- Avec F. Dolbeau. « Une traduction latine inconnue d'un sermon pseudo-chrysostomien sur le baptême du Christ (CPG 4522) », Revue Bénédictine, tome 113, fasc. 2 (2003), pp. 217-234.